# Assetto Corsa
Assetto Corsa é um jogo eletrônico de simulação de corrida desenvolvido pela italiana Kunos Simulazioni. Ele foi projetado com ênfase em uma experiência de corrida realista, com suporte para personalização e modabilidade extensivas. O jogo foi lançado para Microsoft Windows pela primeira vez através do programa Steam Early Access em 8 de novembro de 2013 e oficialmente saiu do Early Access como versão final em 19 de dezembro de 2014. O jogo foi lançado para consoles PlayStation 4 e Xbox One em 26 e 30 de agosto de 2016 na Europa e América do Norte, respectivamente.

## Circuitos
O jogo possui no total 18 circuitos, sendo 15 reais e 3 fictícios. Dos reais, 4 são adiquidos por DLC.

### Reais
- Circuito de Spa-Francorchamps
- Nürburgring
- Nürburgring Nordschleife

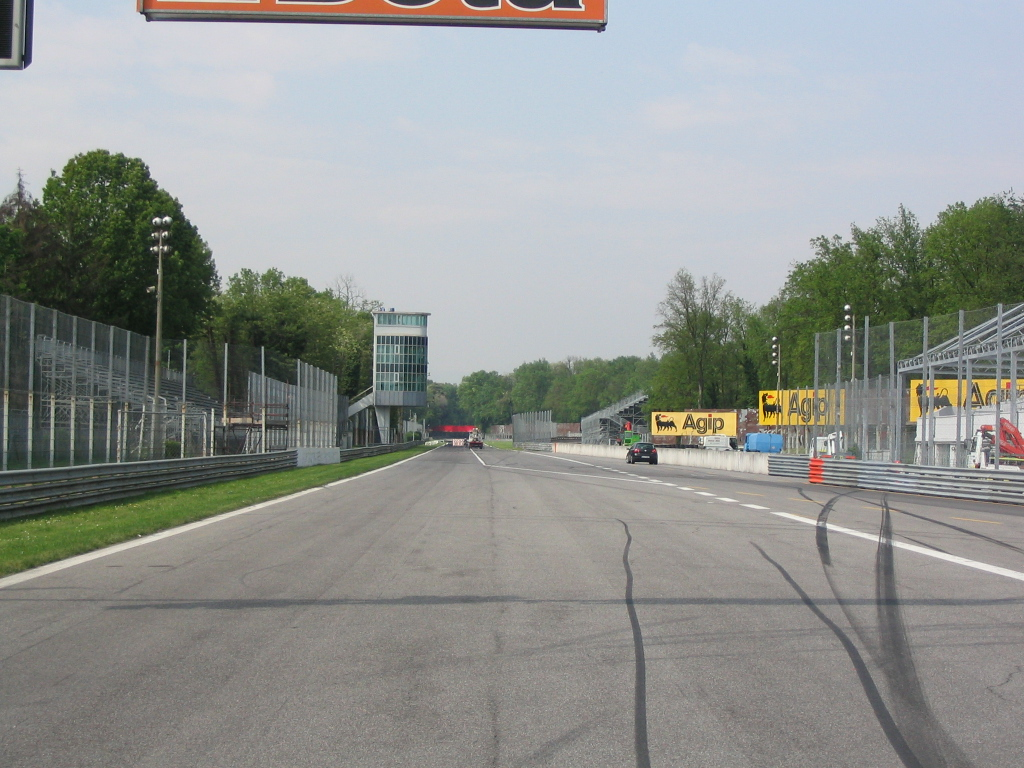
Autódromo Nacional de Monza, um dos circuitos reais disponíveis do jogo.

- Autodromo Internazionale del Mugello
- Autodromo dell'Umbria
- Autodromo Enzo e Dino Ferrari
- Autodromo Nazionale Monza
- Autodromo Piero Taruffi (Vallelunga)
- Trento-Bondone Hill Climb
- Circuit Park Zandvoort
- Silverstone Circuit
- Laguna Seca Raceway

#### Por DLC
- Circuit de Barcelona-Catalunya
- Red Bull Ring
- Brands Hatch

### Fictícias
- Drag Strip
- Drift
- Black Cat County